# Microregione di Litoral Sul (Paraíba)
Litoral Sul è una microregione dello Stato di Paraíba in Brasile, appartenente alla mesoregione di Zona da Mata Paraibana.

## Comuni
Comprende 4 comuni:
- Alhandra
- Caaporã
- Pedras de Fogo
- Pitimbu